# Бурак Фират
Бурак Фират (тур. Burak Fırat, нар. 1993, Конак) — турецький шахіст, гросмейстер (2017).
Срібний призер чемпіонату Туреччини 2014 р.
У складі збірної Туреччини учасник шахової олімпіади 2012 р., командного чемпіонату світу 2010 р. (отримав малу срібну медаль за 2-й результат серед 2-х запасних учасників), трьох командних чемпіонатів Європи (2009, 2011 і 2013 рр.; у 2009 р. отримав малу бронзову медаль за 3-й результат серед запасних учасників).
Переможець міжнародного турніру у місті Велико-Тирново (2017 р.).
Багаторазовий учасник особистих чемпіонатів Європи.
Учасник юніорських змагань світового та європейського рівня.

## Основні спортивні результати
| Рік  | Місто          | Змагання                                                   | + | - | = | Результат | Місце      |
| ---- | -------------- | ---------------------------------------------------------- | - | - | - | --------- | ---------- |
| 2003 | Будва          | Юніорський чемпіонат Європи (до 10 років)                  |   |   |   |           |            |
| 2004 | Ургюп          | Юніорський чемпіонат Європи (до 12 років)                  |   |   |   |           |            |
| 2005 | Бельфор        | Юніорський чемпіонат світу (до 12 лет)                     |   |   |   |           |            |
| 2006 | Аджрі          | Командна першість світу серед юніорів (до 16 років)        |   |   |   |           |            |
|      | Херцег-Новий   | Юніорський чемпіонат Європи (до 14 років)                  |   |   |   |           |            |
| 2007 | Сінгапур       | Командна першість мира серед юніорів (до 16 років)         |   |   |   |           |            |
|      | Шибеник        | Юніорський чемпіонат Європи (до 14 років)                  |   |   |   |           |            |
| 2008 | Кіриші         | Юніорський міжнародний турнір «Молоді зірки світу»         | 3 | 5 | 3 | 4½ з 11   | 8—9        |
| 2009 | Новий Сад      | Командний чемпіонат Європи (збірна Туреччини, запасний)    |   |   |   |           | 3 на дошці |
| 2010 | Бурса          | Командний чемпіонат світу (збірна Туреччини, 2-й запасний) |   |   |   |           | 2 на дошці |
|      | Рієка          | Чемпіонат Європи                                           |   |   |   |           |            |
|      | Стамбул        | Меморіал О. Кахрамана                                      | 3 | 2 | 4 | 5 з 9     | 2—4        |
|      | Хотова         | Юніорський чемпіонат світу                                 |   |   |   |           |            |
| 2011 | Ізмір          | Меморіал О. Кахрамана                                      | 0 | 3 | 6 | 3 з 9     | 9          |
|      | Порто-Каррас   | Командний чемпіонат Європи (збірна Туреччини, ?-я дошка)   | 1 | 2 | 4 | 3 з 7     |            |
| 2012 | Пловдів        | Чемпіонат Європи                                           |   |   |   |           |            |
|      | Афіни          | Юніорський чемпіонат світу                                 |   |   |   |           |            |
|      | Стамбул        | XL Олімпіада (збірна Туреччини, ?-я дошка)                 | 1 | 4 | 5 | 3½ з 10   |            |
| 2013 | Легниця        | Чемпіонат Європи                                           |   |   |   |           |            |
|      | Варшава        | Командний чемпіонат Європи (збірна Туреччини, ?-а дошка)   |   |   |   |           |            |
| 2014 | Єреван         | Чемпіонат Європи                                           |   |   |   |           |            |
|      | Оломоуць       | Міжнародний турнір                                         | 3 | 2 | 4 | 5 из 9    | 2—4        |
|      | Бульдан        | Чемпіонат Туреччини                                        | 5 | 0 | 8 | 9 з 13    | 2          |
|      | Львів          | Меморіал Василишина                                        | 3 | 2 | 4 | 5 з 9     | 3—4        |
| 2015 | Єрусалим       | Чемпіонат Європи                                           |   |   |   |           |            |
| 2016 | Джяковиця      | Чемпіонат Європи                                           |   |   |   |           |            |
|      | Ізмір          | Міжнародний турнір                                         | 1 | 1 | 7 | 4½ з 9    | 8—9        |
| 2017 | Велико-Тирново | Міжнародний турнір                                         | 5 | 0 | 4 | 7 з 9     | 1—2        |
|      | Мінськ         | Чемпіонат Європи                                           |   |   |   |           |            |
| 2018 | Батумі         | Чемпіонат Європи                                           |   |   |   |           |            |
| 2019 | Скоп'є         | Чемпіонат Європи                                           |   |   |   |           |            |

| На цьому місці має відображатися графік чи діаграма, однак з технічних причин його відображення наразі вимкнено. Будь ласка, не видаляйте код, який викликає це повідомлення. Розробники вже працюють для того, щоби відновити штатне функціонування цього графіка або діаграми. | |
| | На цьому місці має відображатися графік чи діаграма, однак з технічних причин його відображення наразі вимкнено. Будь ласка, не видаляйте код, який викликає це повідомлення. Розробники вже працюють для того, щоби відновити штатне функціонування цього графіка або діаграми. |